# 杉山奈津子
杉山 奈津子（すぎやま なつこ、1982年7月18日 - 2025年1月27日）は、日本の医療・勉強・育児に関する著作家、学習塾経営者、イラストレーター、心理カウンセラー、講演家。静岡県静岡市生まれ、東京大学薬学部卒業。AERA.dotにて『東大卒ママ』コラムを連載していた。

## 経歴
静岡雙葉中学校・高等学校を経て、東京大学薬学部を卒業。
中学で双極性障害とうつ病を併発。うつ病の本を書きたく国立大学に行こうと思うようになり、数学の偏差値29から予備校へ行かず独学で一浪して、東京大学理科二類に合格。進学振分け試験の全科目で「優」を取る。
薬学部を選択したのは、薬が脳にどのように作用するのか勉強をしたかった、薬剤師になれば本を書きながらも生きていけると考えたから。初志貫徹としてうつ病になった体験を著書にしようと、製薬会社のインターンに通うも「この忙しさで本を書けるのか」と悩み、葛藤の末にうつ病を再発。大学卒業し、再びうつ病を発症しニートになる。その後、厚生労働省管轄医療財団に勤務。。
2009年（平成21年）1月31日、講談社から初の著書『鬱姫 なっちゃんの闘鬱記』を出版。思春期から現在に至るまでの他人には理解されにくい切実な苦しみ、リストカット、 ウツと併発するパニック障害、拒食&過食症を執筆。自称マンガオタクによる1ページ読みきりマンガで展開。薬学部ならではの豊富な医学知識で、正しい薬の飲み方、病院の選び方、自立支援医療制度、家族やまわりの対応方法などを分かりやすく答える。マンガに潜む、鬱姫のリアルな描写と散りばめられた小ネタが評価された。
2011年（平成23年）角川マガジンズ から出版された『偏差値29から東大に合格した私の超独学勉強法』は15万部突破のベストセラー。地方高校の芸術コースに通う杉山は、東京大学を目指して勉強を始めたものの、模試では偏差値29(数学)でE判定。しかし勉強法を見直すことで1年後には合格を果たす。予備校は効率が悪いと思い一切通わず「独学こそが勉強の基本です」と。杉山が編み出した「徹底的にムダなものを省いた合理的な勉強法」を公開した。
2014年（平成26年）第一子を出産。育児の大変さから、再び効率を求める育児法を思案し実践。子育てをしながら、執筆、講演活動を行う。
2021年（令和3年）3月、静岡県静岡市で「杉山塾」を開き、小学生～高校生の学習塾代表として活動する。

## 人物
- 高校時代は、学校で勉強しないぞという反抗期タイプで、大学に行こうとも思っていなかった。ただ本を出したいという強い思いがあったが、双極性障害（躁うつ病）のため保健室で過ごすことが多く、保健室では病気に関する本を読んでいた。いつか自分も同じ病の人の役に立つ本を書きたいと思うようになった[2]。
- 高校3年の初めまで勉強をせず、学年180人中160位ほどの成績。数学の偏差値29。しかも芸術コースで国立大理系受験に必要な科目の授業は受けられない状況だった[2]。
- 東京大学薬学部を選んだ理由は、本を書くために出版社のある東京に行くしかないと考えた。家計の問題で行くなら国公立に。母親が薬剤師でアルバイトの時給が高く、資格を取れば死ぬことはないだろうと薬学部に行こうと決めた。東京の国立大で薬学部は東大しかなかった。消去法の選択だった[2]。
- 1児の母[2]。

## 東大合格術
- 高校時代、勉強をしてこなかった自分のままでは厳しいため、徹底的に効率を考えた。例えば授業を聞いていてもノートは取らなかった。理由は先生が黒板に書いていることは教科書に載っていたから。ノートを取るのは勉強ではなく作業。書き写すことに神経が集中している。作業をするくらいなら、その時間に先生が黒板に書いていることや教科書に載っている内容を暗記した[2]。
- 問題集を最初からきつきつにやらず、まず全体をおおまかに見て層を重ねるように何度も何度もやるようにした。1問目から頑張って解き、続く2問目と気張ってやっていくと100問目のときに1問目のことを忘れてしまう。まず全部の解き方をがーっと見て、答えもがーっと見て、やり方を暗記してしまう感じで知識を増やした[2]。
- 『エビングハウスの忘却曲線（時間経過にともなう記憶の変化やメカニズム）』で人は1日である程度忘れることを知り、復習は必ずその日のうちにやった。
- まねして誰もが成功することではないかもしれないが、高3から東大を目指した効率的な時間の使い方。現役合格は逃したが予備校に通わず1年後に合格した[2]。
- 『頭が悪いから成績が悪い』『記憶力が悪いから覚えられない』、これは誤解。成績が悪いのは頭が悪いからではなく、勉強の仕方が悪いから。覚えられないのは、覚え方が悪い。覚え方を変えれば多くのことを暗記できる[6]。
- 高校では劣等生だったが「捨てる」勉強法を確立し東大に合格。「いかにラクをしながら多くのことを覚えるか」を提唱。「捨てる」記憶術には、受験に無駄な学校の授業はサボり、予備校にも通わず、先生にどう思われてもいいと独学を貫いた[6]。

## 東大卒ママの学習論
- 子どものやる気と能力を伸ばす優しいうそ、プラスの「ラベリング」が必要[7]。
- 勉強も運動もゴールを高く設定するとたくさんできる心理テクが必要[8]。
- 最も大切な学校の定期テストのフィードバックが足りていない[9]。
- 親子の信頼関係を築き、足並みをそろえて親子がピタリと同じ方向を向いた時に、子どもは最大のパフォーマンスを発揮する[10]。

## 著書
※ 国立国会図書館「杉山奈津子」調べ
- 『鬱姫 なっちゃんの闘鬱記』（講談社、2009年1月31日）ISBN 4062151820
- 『「うつ」と上手につきあう本―少しずつ、ゆっくりと元気になるヒント』（大和出版、2010年8月10日）ISBN 4804704345
- 『神様がつくった病 おばぁちゃんと私の認知症物語』（角川マーケティング、2011年3月16日）ISBN 4047318361
- 『偏差値29からの東大合格』（中央公論新社、2011年4月1日）ISBN 412004226X
- 『うつ卒業レシピ』（セブン&アイ出版、2012年5月26日）ISBN 978-4860086077
- 『偏差値29から東大に合格した私の超独学勉強法』（角川SSC新書、2013年5月10日）ISBN 978-4047316041
- 『コミック版 偏差値29からの東大合格超勉強法』（主婦と生活社、2017年4月7日）ISBN 978-4391149289
- 『精選版 偏差値29からの東大合格』（中央公論新社、2014年2月7日）ISBN 978-4121504869
- 『偏差値29からなぜ東大に合格できたのか』（幻冬舎、2015年4月23日）ISBN 978-4344979567
- 『偏差値29でも東大に合格できた! 「捨てる」記憶術』（青春出版社、2016年9月2日）ISBN 978-4413044936
- 『「偏差値29→東大薬学部」「開成→東大医学部」の夫婦が教える受かる技術』（KADOKAWA、2016年1月22日）ISBN 978-4046014306
- 『「東大ママ｣のラク＆サボでも「できる子」になる育児法]』（朝日新聞出版、2019年7月5日）ISBN 978-4023317994
- 『東大ママの「子どもを伸ばす言葉」事典』（2022年7月7日、講談社ビーシー）ISBN 978-4065279922

## 出演

### ラジオ
- 『満開ラジオ樹根爛漫』（SBSラジオ）[11]

### インターネット放送
- 『Wの悲喜劇～日本一過激なオンナのニュース』（AbemaTV）[12]

### 新聞
- 『朝日新聞』[13]
- 『読売新聞』[14]
- 『毎日新聞』[14]
- 『産経新聞』[14]
- 『東京スポーツ』[14]
- 『夕刊フジ』[14]
- 『静岡新聞』[14]
- 『東京大学新聞』[14]

### 雑誌
- 『AERA.dot』（朝日新聞社）- 『東大卒ママ』コラム連載中　https://dot.asahi.com/list/column/sugiyamanatsuko
- 『週刊朝日』（朝日新聞社）[15]
- 『婦人公論』（中央公論新社）[16]
- 『FRIDAY』（講談社）[17]
- 『週刊女性』（小学館）[18]
- 『ダヴィンチ』（KADOKAWA）[14]
- 『プレジデント』（プレジデント社）[19]
- 『Seventeen』（集英社）[20]